# Bernard Cornwell
Bernard Cornwell (Londen, 23 februari 1944) is een Engelse schrijver van historische fictie. Hij is met name bekend van de boekenreeksen Sharpe en The Saxon Stories.

## Biografie
Bernard Cornwell werd in 1944 in Londen geboren als de zoon van de Canadese vliegenier William Oughtred en de Engelse Dorothy Cornwell. Hij werd geadopteerd door de familie Wiggins en groeide op in Thundersley, Essex. Na de dood van zijn adoptievader veranderde hij zijn naam van Wiggins naar de naam van zijn moeder, Cornwell. Tussen 1963 en 1966 studeerde hij geschiedenis aan de University College London en werkte na zijn afstuderen als docent. Hij probeerde tot drie keer toe om toe te treden tot het Britse leger, maar hij werd afgekeurd wegens bijziendheid.
Na zijn werk als docent ging Cornwell werken voor BBC voor het programma Nationwide en werd later door het bedrijf tot het hoofd actualiteitenprogramma's benoemd bij de BBC van Noord-Ierland. Vervolgens ging hij werken als redacteur van het programma Thames News van Thames Television. In 1979 migreerde Cornwell naar de Verenigde Staten nadat hij zijn tweede vrouw had leren kennen. Hij wist geen Green Card te krijgen waardoor hij begon met schrijven.
Geïnspireerd door de boeken van C. S. Forester over Horatio Hornblower begon hij met het schrijven met boeken over de napoleontische oorlogen over de militaire campagnes van de Hertog van Wellington wat resulteerde in het ontstaan van de Sharpe-serie. Zijn eerste boeken Sharpe's Eagle en Sharpe's Gold' werden in 1981 gepubliceerd bij HarperCollins. In 1987 werd Cornwell benaderd om meer achtergrondboek te schrijven voor de serie vanwege de mogelijke vertaling voor de televisie. Dit resulteerde in de publicatie van Sharpe's Rifles en in 1993 als televisieserie met Sean Bean in de hoofdrol.
In 2004 publiceerde Cornwell met The Last Kingdom het eerste deel van The Saxon Chronicles. Deze boeken werden in 2015 door de BBC vertaald naar een televisieserie met Alexander Dreymon in de hoofdrol.

### Historische fictie
Sharpe
In chronologische volgorde:
- Sharpe’s Tiger, 1997 vert. Sharpe's Tijger, 2001
- Sharpe’s Triumph, 1998 vert. Sharpes's Triomf, 2002
- Sharpe’s Fortress, 1999 vert. Sharpe's Fort, 2003
- Sharpe’s Trafalgar, 2000
- Sharpe’s Prey, 2001
- Sharpe’s Rifles, 1988
- Sharpe’s Havoc, 2003
- Sharpe’s Eagle, 1981
- Sharpe’s Gold, 1981
- Sharpe’s Escape, 2004
- Sharpe’s Fury, 2006
- Sharpe’s Battle, 1995
- Sharpe’s Company, 1982
- Sharpe’s Sword, 1983
- Sharpe’s Skirmish, 2002
- Sharpe’s Enemy, 1984
- Sharpe’s Honour, 1985
- Sharpe’s Regiment, 1986
- Sharpe’s Christmas, 2003
- Sharpe’s Siege, 1987
- Sharpe’s Revenge, 1989
- Sharpe’s Waterloo, 1990
- Sharpe’s Ransom, 2003
- Sharpe’s Devil, 1992

Warlord Chronicles
- The Winter King, 1995, vert. De Winterkoning, 1997
- Enemy of God, 1996, vert. De vijand van God, 1998
- Excalibur: A Novel of Arthur, 1997, vert. Excalibur, 1998

The Grail Quest
- Harlequin, 2000
- Vagabond, 2002
- Heretic, 2003, , vert. De Ketter, 2004

The Saxon Stories
- The Last Kingdom, 2004, vert. Het Laatste Koninkrijk, 2012
- The Pale Horseman, 2005, vert. De witte ruiter, 2013
- The Lords of the North, 2006
- Sword Song, 2007
- The Burning Land, 2009
- Death of Kings, 2011
- The Pagan Lord, 2013
- The Empty Throne, 2014
- Warriors of the Storm, 2015
- The Flame Bearer, 2016
- War of the Wolf, 2018
- Sword of Kings, 2019
- War Lord, 2020

Starbuck Chronicles
- Rebel, 1993
- Copperhead, 1994
- Battle Flag, 1995
- The Bloody Ground, 1996

Thrillers
- Wildtrack, 1988
- Sea Lord, 1989
- Crackdown, 1990
- Stormchild, 1991
- Scoundrel, 1992

Overige romans
- Redcoat, 1987
- Stonehenge, 1999, vert. Stonehenge, 2000
- Gallows Thief, 2001, vert. De galgendief, 2002
- Azincourt, 2008
- The Fort, 2010
- Fools and Mortals, 2017

### Non-fictie
- Waterloo: The History of Four Days, Three Armies and Three Battles, 2014